# Cascade-Nationalpark
Der Cascade-Nationalpark ist ein Nationalpark im Nordosten des australischen Bundesstaates New South Wales, 431 nördlich von Sydney und rund 10 km nordöstlich von Dorrigo. 
Im Park sieht man subtropischen Regenwald um die Siedlung Cascade. Die Baumarten in dort schließen z. B. den Booyongbaum (Argyrodendron), den Crab-Apfel (Malus) und den Coachwoodbaum ein.